# KSK Weelde
KSK Weelde is een Belgische voetbalclub uit Weelde. De club is aangesloten bij de KBVB met stamnummer 4252 en heeft blauw-wit als kleuren.

## Geschiedenis
De club sloot op het eind van de Tweede Wereldoorlog aan bij de Belgische Voetbalbond en speelt al heel zijn bestaan in de provinciale reeksen, met de Tweede Provinciale als hoogst bereikte divisie. 
In 2002 fusioneerde de damesploeg van FC Dames Ravels Eel, een jonge club die al twee jaar bij de Belgische Voetbalbond speelde, met KSK Weelde.